# Oversættelseslån
Et oversættelseslån er et sammensat ord, der er indført i sproget ved direkte oversættelse fra et andet sprog. På dansk gælder det for eksempel fjernsyn efter television (af græsk tele og latin vision) og hjemmeside efter engelsk homepage.
Oversættelseslån opfattes ofte som en undergruppe af låneord, men dette er upræcist. Mens et oversættelseslån er opbygget af allerede kendte og anvendte ord (der i sig selv kan være enten arveord eller låneord), er et låneord en lydligt og grammatisk tilpasset variant af et ord, der stammer fra et andet sprog.
| Sprog | Spire Denne artikel om sprog er en spire som bør udbygges. Du er velkommen til at hjælpe Wikipedia ved at udvide den. |